# الربيع وفصول أخرى
الربيع وفصول أخرى هي مجموعة من قصصية كتبها جان ماري غوستاف لو كليزيو باللغة الفرنسية، وهو الحائز على جائزة نوبل في الأدب عام 2008. ترجمها للعربية الكاتب المغربي محمد برادة. تتناول هذه المجموعة موضوعات مثل الذاكرة، الهوية، الطفولة، الفقدان، والتحول، وذلك عبر مشاهد متنوعة تجمع بين العاطفي والمكاني. وغالبًا ما تتبع القصص شخصيات خصوصًا المراهقين والأشخاص المهمشين، أثناء مواجهتهم لصراعاتهم الشخصية، وعلاقاتهم، ولحظات التأمل الداخلي.

## محتويات
- الربيع
- افتتان
- الوقت لا يمر
- زينة
- فصل الأمطار [3]

## ملخص

### تلخيصالقصة الأولى (الربيع)
تحكي قصة الربيع، وهي الأطول في المجموعة وتحمل اسمها، عن ليبي أو الزيانية، فتاة وُلدت لأم مغربية وأب إيطالي غادر للعمل في فرنسا، ثم اختفى من حياتها بعدما قيل إنه توفي. تسرد القصة معاناة والدتها مريم التي هربت من أهلها وهي مراهقة، واضطرت للعمل الشاق، ثم اضطرت لتسليم ابنتها لأسرة فرنسية في خنيفرة مقابل المال لسداد الديون. نشأت ليبي في كنف الزوجين آبي وهرشل، وشعرت باكرًا بأنها بيعت كسلعة.
تدور أحداث القصة بين تقلبات الطبيعة ومراحل نضج ليبي، على شاطئ الأطلسي، وبين المغرب وفرنسا، حيث تنتمي إلى عالمين: عالم الأم في جبال القبائل وعالم الأب الغائب في مرسيليا. خلال رحلاتها، تتعرف على شخصيات متعددة مثل مورغان التي تزوجت من رسام عجوز مريض، وغرين الصحفي المتزوج، وسمانة الريفية التي منحتها الحنان والحكمة.
تشهد القصة تحولات نفسية داخل ليبي، من شعور بالضياع إلى شعور بالانتماء، وتنتهي بتصالحها مع جذورها، ووعيها بأن الشفاء والنضج يشبهان فصل الربيع، حيث تجد في الماضي دعامة للانطلاق بحرية وثقة في الحياة.

### تلخيصالقصة الثانية(افتتان)
تحكي القصة عن مراهق يتأثر بجمال فتاة ترتدي السواد وترافق امرأة عجوز تبيع معها الورود في المطاعم. تترك الفتاة في نفسه أثراً عميقاً، فيبدأ بمراقبتها وتتبعها، حتى يصل إلى مكان سكنها المعروف بجوديكس، وهو مأوى للفقراء والمهمشين.
تمر السنوات، ويصادف الفتاة من جديد، لكنه يُفاجأ بتغير نظرتها إليه، فقد قابلته بنفور واحتقار. تكشف القصة في نهايتها أن الاكتفاء بالمشاهدة من بعيد لمعاناة الآخرين دون تفاعل أو مساندة، هو نوع من التواطؤ مع من تسببوا في تلك المعاناة.

### تلخيصالقصة الثالثة (الوقت لا يمر)
تدور القصة حول علاقة مراهقة بين زبيدة وداود، يرويها الشاب من موقع الذكرى، مستعيدًا تفاصيل صداقته مع فتاة تسكن مع والدتها في مبنى قديم اسمه "الأيام السعيدة"، رغم أن سكانه غرباء والمكان متهالك.
قضى المراهقان لحظات دافئة ومميزة، وكانت زبيدة هي من تقود العلاقة وتقرر مصيرها. في لحظة رمزية، تهديه صورتها ليحتفظ بها. في إحدى الليالي، يشاهدان سويًا الألعاب النارية من سطح عمارة، ويتأملان السماء ويتلمسان حدود عالمهما المشترك.
ثم تختفي زبيدة ووالدتها فجأة، ويترك غيابها فراغًا عميقًا في نفس الراوي. يعيش بعدها في دوامة من الحنين والركود، حيث تتوقف الحياة عن التقدم، ويصبح الزمن أسير لحظة واحدة عاش فيها كل شيء: الحب، الحرية، الاكتشاف، والرغبة.

### تلخيصالقصة الرابعة (زينة)
تحكي القصة عن زينة، فتاة موهوبة بصوت ساحر، وتومي، الشاب البسيط الذي يعمل في البناء ولم ينجح دراسيًا. رغم الفوارق بينهما، ظل تومي يتابع زينة بإعجاب وحنين، يراقبها وهي تدخل دار الأوبرا، دون أن يدرك تمامًا سبب تعلقه بها.
يظهر أستاذ الموسيقى في دار الأوبرا، الذي يكتشف موهبة زينة حين تتقدم لمسابقة غنائية، فيعجب بصوتها ويبدأ بتدريبها. يدعوها إلى منزله لتؤنس زوجته المريضة جولييت، مما يثير غيرة هذه الأخيرة. زينة، رغم انخراطها في عالم الأوبرا، لم تتخل عن تومي، ولقبته "الغزال"، وكانت تحكي له عن مدينتها الساحلية البسيطة "ملّة" التي تفتقدها.
لكن حياتها تنقلب حين تقع في شباك رجل أعمال مشبوه يُدعى أوروسوني، الذي يستغلها كفتاة إعلان ويجرها إلى عالم الانحراف، مما يؤدي إلى تدهورها النفسي والجسدي، وخيبتها لأستاذها وكل من آمن بموهبتها.
ورغم كل شيء، بقي تومي إلى جانبها، يعمل ليلًا ويهتم بها نهارًا، يجلب لها الطعام والدواء، متمسكًا بإخلاصه، ورافضًا أن يسمح لأي أحد بأن يدمرها.

### تلخيصالقصة الخامسة (موسم الأمطار)
تتناول القصة تحولات حياة غابي، أرملة جندي فقد في الحرب، والتي انتقلت من حياة مرفهة إلى ظروف صعبة، واضطرت للاعتماد على الطبيب لعلاج ابنها الأصم. بدأت تتلقى مبلغاً مالياً لم تعرف مصدره بدقة، وظنت أنه ربما من تقاعد زوجها أو إعانة من الدولة.
ذات يوم، تسأل غابي صديقها القديم تي كوكو عن سبب عدم زواجه، فيخبرها أنه لم يتزوج لأنها لم تقبل به، فترد ساخرة مستهزئة: كيف لك أن تتزوج بأرملة جندي مجهول، عمياء؟ ورغم مشاعرها الحادة، كان تي كوكو قريبًا منها في صمت، حتى ساءت حالته ورحل، ورافقته غابي وخادمتها إلى وداعه الأخير، دون أن تبكيه، لكنها شعرت بفراغ عميق وانكسار داخلي.
بعد سنوات، يعود ابنها إيني من لندن بسبب تدهور صحتها، ويكشف له موظف البنك أن الأموال التي كانت تتلقاها والدته كانت من مدخرات تي كوكو، الذي أوصى بها لها بعد وفاته، دون أن يخبرها. عندها، يقرر إيني دفن والدته بجانب تي كوكو، ويخلّد اسميهما معًا على قبر واحد، في إشارة مؤثرة لحقيقة العلاقة التي جمعت بينهما بصمت ومحبة خفية.